# Андрей Мёртвый
Андрей Мёртвый (Курмаярцев) (1959, Ленинград) — советский и российский кинорежиссёр, писатель и художник, с 1985 года — один из первых участников некрореалистического движения. Снимался в фильмах Евгения Юфита. Снял игровой шестнадцати миллиметровый кинофильм «Неосторожное обращение с трупами». В 2008 снял документальный фильм по асфиксии.

## Фильмография

### Режиссёр
- 1989 — Мочебуйцы-труполовы[1]
- 1999 — Девочка и медведь
- 2021 — Йетилион

### Актёр
- 1985 — Лесоруб[1]
- 1987 — Весна
- 1988 — Мужество
- 2009 — Прямохождение[2].

## Выставки
- 2011 — Групповая ретроспективная выставка «Некрореализм» в Московском музее современного искусства[4]